# 根岸台 (朝霞市)
根岸台（ねぎしだい）は、埼玉県朝霞市の町名。現行行政地名は、根岸台一丁目から八丁目。郵便番号は351-0005。

## 地理
朝霞市の東部に位置する。住宅地と農地が混在している。五丁目では区画整理事業が行われ、整然とした街並みが整備された。

## 歴史
- 1979年（昭和54年）5月5日 ‐ 第3次住居表示の実施に伴い[4]、大字根岸、大字台、大字岡の各一部から根岸台一丁目～八丁目が成立。

## 世帯数と人口
2023年（令和5年）10月1日現在の世帯数と人口は以下の通りである。
| 丁目         | 世帯数    | 人口     |
| ------------ | --------- | -------- |
| 根岸台一丁目 | 1,070世帯 | 2,242人  |
| 根岸台二丁目 | 946世帯   | 2,011人  |
| 根岸台三丁目 | 1,080世帯 | 2,756人  |
| 根岸台四丁目 | 729世帯   | 1,602人  |
| 根岸台五丁目 | 770世帯   | 1,621人  |
| 根岸台六丁目 | 1,098世帯 | 1,945人  |
| 根岸台七丁目 | 2,059世帯 | 4,419人  |
| 根岸台八丁目 | 728世帯   | 1,708人  |
| 計           | 8,480世帯 | 18,304人 |

## 小・中学校の学区
市立小・中学校に通う場合、学区は以下の通りとなる。
| 丁目         | 番地                                                                             | 小学校                 | 中学校                 | 備考                                                    |
| ------------ | -------------------------------------------------------------------------------- | ---------------------- | ---------------------- | ------------------------------------------------------- |
| 根岸台一丁目 | 1番～6番                                                                         | 朝霞市立朝霞第六小学校 | 朝霞市立朝霞第四中学校 |                                                         |
| 根岸台一丁目 | その他                                                                           | 朝霞市立朝霞第二小学校 | 朝霞市立朝霞第二中学校 |                                                         |
| 根岸台二丁目 | 全域                                                                             | 朝霞市立朝霞第二小学校 | 朝霞市立朝霞第二中学校 |                                                         |
| 根岸台三丁目 | 1番・2番                                                                         | 朝霞市立朝霞第二小学校 | 朝霞市立朝霞第二中学校 |                                                         |
| 根岸台三丁目 | その他                                                                           | 朝霞市立朝霞第九小学校 | 朝霞市立朝霞第二中学校 |                                                         |
| 根岸台四丁目 | 8番・9番、11番～14番                                                             | 朝霞市立朝霞第九小学校 | 朝霞市立朝霞第四中学校 |                                                         |
| 根岸台四丁目 | その他                                                                           | 朝霞市立朝霞第二小学校 | 朝霞市立朝霞第四中学校 |                                                         |
| 根岸台五丁目 | 全域                                                                             | 朝霞市立朝霞第二小学校 | 朝霞市立朝霞第四中学校 |                                                         |
| 根岸台六丁目 | 全域                                                                             | 朝霞市立朝霞第八小学校 | 朝霞市立朝霞第四中学校 |                                                         |
| 根岸台七丁目 | 3番～27番、29番46号～73号、 30番1号～19号、25号・26号、 31番1号～9号、29号～34号 | 朝霞市立朝霞第八小学校 | 朝霞市立朝霞第四中学校 |                                                         |
| 根岸台七丁目 | その他                                                                           | 朝霞市立朝霞第二小学校 | 朝霞市立朝霞第四中学校 |                                                         |
| 根岸台八丁目 | 1番・2番・6番                                                                    | 朝霞市立朝霞第二小学校 | 朝霞市立朝霞第四中学校 | 6番24号～79号について、小学校は調整区域となっています。 |
| 根岸台八丁目 | その他                                                                           | 朝霞市立朝霞第九小学校 | 朝霞市立朝霞第四中学校 |                                                         |

## 交通

### 鉄道
町域内に鉄道駅はないが東武東上本線朝霞駅が利用可能な範囲にある。

### 道路
- 埼玉県道79号朝霞蕨線（朝霞秋ヶ瀬通り）

## 施設
- 旧高橋家住宅
- イトーヨーカドー朝霞店
- 西友朝霞根岸店
- 水久保公園
- まぼりみなみ公園